# Tischtennisweltmeisterschaft 1934
Die 8. Tischtennisweltmeisterschaft fand vom 2. bis 10. Dezember 1933 in Paris (Frankreich) im Saal Marbeuf in der Nähe der Avenue des Champs-Élysées statt. Sie galt für die Saison 1933/34.
Die deutsche Damenmannschaft wurde Weltmeister, Astrid Krebsbach wurde Zweiter im Einzel hinter Marie Kettnerová aus der Tschechoslowakei, die als erste als Nicht-Ungarin die Weltmeisterschaft im Dameneinzel gewann. Im Damendoppel holten Anita Felguth/Astrid Krebsbach Silber und Hilde Bussmann an der Seite der Ungarin Magda Gál Bronze.
Die Wettbewerbe der Herren beherrschten die Ungarn. Zunächst wurde die Mannschaft Weltmeister, es folgten Victor Barna mit seinem vierten Titel im Einzel, Victor Barna/Miklós Szabados im Doppel und Miklós Szabados/Mária Mednyánszky im Mixed.

## Übersicht
Aus politischen Gründen nahm die deutsche Herrenmannschaft nicht an dieser Weltmeisterschaft teil. Man befürchtete, dass sich die „überlegene nordische Rasse“ gegen „minderwertige Völker“ blamieren könnte. Auch kritisierte man, dass der beste deutsche Tischtennisspieler – der Grieche Nikita Madjaroglou – nicht in Deutschland geboren war. Der Einfluss des Nationalsozialismus ist hier unübersehbar.
Dafür überzeugten die deutschen Damen. Erstmals wurde die Weltmeisterschaft für Damenmannschaften ausgetragen. Es nahmen sechs Nationen teil. Dabei wurde Deutschland Erster nach Siegen über die Tschechoslowakei, Frankreich, Ungarn, Holland und England. Auch im Dameneinzel belegte die deutsche Astrid Krebsbach den 2. Platz, Silber holte das Damendoppel Anita Felguth/Astrid Krebsbach.
Bei den Herren traten zwölf Mannschaften an. Erstmals dabei waren die Niederlande, Polen und die Schweiz. Ebenfalls unter den Teilnehmern fanden sich Lettland und als einziges nichteuropäisches Land Indien. Erneut wurde Ungarn Mannschaftsweltmeister.
Im Herreneinzel holte sich Victor Barna zum vierten Mal den Titel. Mit Marie Kettnerová aus der Tschechoslowakei gewinnt erstmals eine Nicht-Ungarin die Weltmeisterschaft im Dameneinzel.

## Die deutsche Damenmannschaft
Der Weg zur Weltmeisterschaft begann mit dem Wettkampf gegen die CSR. Astrid Krebsbach siegte gegen die spätere Weltmeisterin Marie Kettnerová, danach unterlag Mona Müller-Rüster Marie Šmídová. Zwar ging auch das Doppel verloren, aber nach Siegen von Astrid Krebsbach gegen Marie Šmídová und Mona Müller-Rüster gegen Marie Kettnerová lautete der Endstand 3:2 für Deutschland.
Der folgenden Wettkampf gegen Frankreich endete 4:1 für Deutschland. Lediglich Annemarie Hähnsch gab einen Punkt gegen Yvonne Fayard ab. Es gewannen Anita Felguth gegen Marguerite De Teanaud und Monique Ravigneaux, Astrid Krebsbach gegen Yvonne Fayard sowie das Doppel Krebsbach/Müller-Rüster gegen De Teanaud/Fayard.
In der nachfolgenden Begegnung galt Ungarn als Favorit. Mona Müller-Rüster verlor gegen Mária Mednyánszky, Astrid Krebsbach glich gegen Anna Sipos aus. Anschließend gewann das Doppel Anita Felguth/Astrid Krebsbach gegen Mednyanszky/Sipos. Zwar verlor danach Mona Müller-Rüster gegen Anna Sipos, aber Astrid Krebsbach triumphierte über Maria Mednyanszky und stellte so den 3:2-Mannschaftssieg sicher.
Der vorletzte Gegner war England. Lediglich Mona Müller-Rüster unterlag Wendy Woodhead. Astrid Krebsbach holte zwei Punkte im Einzel, nämlich gegen Dora Emdin und Wendy Woodhead, und einen Punkt im Doppel mit Anita Felguth gegen Emdin/Woodhead. Für einen weiteren Punkt sorgte Anita Felguth gegen Dora Emdin. Somit lautete der Endstand 4:1.
Das letzte Spiel gegen Holland endete mit einem 5:0-Sieg. Astrid Krebsbach und Annemarie Hähnsch gewannen ihre beiden Einzel gegen Loes Hiltrop und Marie-Helene Sohn, das Doppel Felguth/Krebsbach besiegte Sohn/Hiltrop.
Damit war Deutschland Weltmeister.

## Wissenswertes
- Wegen der antisemitischen Stimmung in Ungarn änderten einige ungarische Spieler ihre deutsch klingenden Namen in ungarisch klingende Namen:[1]
  - Tibor Házi hieß vorher Hoffman
  - Victor Barna entstand aus Gyozo Braun
  - István Kelen hieß vorher Klein (fehlte bei dieser WM)
- Marcel Corbillon, der Präsident des französischen Tischtennisverbandes, spendete den Pokal für den Mannschaftswettbewerb der Damen, den sogenannten Corbillon-Cup.[2]
- Die Deutschen wurden betreut von Sportwart Heribert Heim.
- Vor dem Endspiel der Damenmannschaften gab es Differenzen darüber, wer im Doppel mit Astrid Krebsbach antreten solle. Sportwart Heribert Heim plädierte für Mona Müller-Rüster, obwohl diese ihre beiden Einzel verloren hatte. Mona Müller-Rüster wollte zugunsten von Anita Felguth verzichten. Schließlich entschied man sich für einen Losentscheid per Stöckchen ziehen. Felguth gewann und Krebsbach/Felguth besiegten das ungarische Doppel.[3]
- Der polnische Tischtennisverband verbot per Telegramm die Teilnahme der polnischen Herrenmannschaft, da ihm außer Aloizy Ehrlich keiner der gemeldeten Polen bekannt war. Die Polen ignorierten dieses Verbot und traten dennoch an.[4]
- Im Einzelwettbewerb trat der französische Tennisspieler René Lacoste an. Er schied bereits in der ersten Runde aus.[5]
- Die Partie zwischen Aloizy Ehrlich und Miklós Szabados verzögerte sich, weil sich die Spieler stritten, mit welchem Typ von Ball gespielt werden sollte. Der härtere Ball käme dem Angriffsspieler Szabados zugute, der weichere Ball würde den Abwehrspieler Ehrlich bevorzugen. Schließlich wurde gelost, und Szabados gewann die Partie mit dem harten Ball.[6]
- Im Vorfeld prüfte der Engländer Alfred James Wilmott mittels eines Sphärometers, welche Ballmarke die höchste Qualität aufweise. Zur Auswahl standen die Hersteller „Reina“, „Villa“, „Tema“ und „Lenglen“. Zwar markierte Wilmott die schlechtesten Bälle – die der Firma „Reina“ – mit dem Buchstaben „b“ für „bad“, aber die französischen WM-Ausrichter interpretierten dies als „bon“ und entschieden sich daher für die Bälle ihres Sponsors „Reina“.[7]

## Ergebnisse
- Hilde Bussmann nahm nur an den Individualwettbewerben teil.

| Wettbewerb        | Rang | Sieger                                                                                  |
| ----------------- | ---- | --------------------------------------------------------------------------------------- |
| Mannschaft Herren | 1.   | Ungarn (Victor Barna, László Bellák, Leopold David, Tibor Házi, Miklós Szabados)        |
| Mannschaft Herren | 2.   | Österreich (Alfred Liebster, Erwin Kohn, Karl Sediwy)                                   |
| Mannschaft Herren | 3.   | Tschechoslowakei (Oldrich Blecha, Miloslav Hamer, Kohn, Stanislav Kolář, Karel Svoboda) |
| Mannschaft Herren | 3.   | Polen (Simon Pohoryles, Aloizy Ehrlich, Hillel)                                         |
| Mannschaft Herren | 10.  | Schweiz (S.Daguet, Glatz, Hector Michel, Pissera, Pierre Vergain)                       |
| Mannschaft Damen  | 1.   | Deutschland (Anita Felguth, Annemarie Hähnsch, Astrid Krebsbach, Mona Müller-Rüster)    |
| Mannschaft Damen  | 2.   | Ungarn (Anna Sipos, Mária Mednyánszky, Magda Gál)                                       |
| Mannschaft Damen  | 3.   | Tschechoslowakei (Jožka Veselská, Marie Šmídová-Masáková, Marie Kettnerová)             |
| Herren Einzel     | 1.   | Victor Barna – HUN                                                                      |
| Herren Einzel     | 2.   | László Bellák – HUN                                                                     |
| Herren Einzel     | 3.   | Miklós Szabados – HUN                                                                   |
| Herren Einzel     | 3.   | Tibor Házi – HUN                                                                        |
| Damen Einzel      | 1.   | Marie Kettnerová – TCH                                                                  |
| Damen Einzel      | 2.   | Astrid Krebsbach – GER                                                                  |
| Damen Einzel      | 3.   | Dora Emdin – ENG                                                                        |
| Damen Einzel      | 3.   | Magda Gál – HUN                                                                         |
| Herren Doppel     | 1.   | Victor Barna/Miklós Szabados – HUN                                                      |
| Herren Doppel     | 2.   | Sándor Glancz/Tibor Házi – HUN                                                          |
| Herren Doppel     | 3.   | Miloslav Hamer/Kohn – TCH                                                               |
| Herren Doppel     | 3.   | István Boros/Bela Nyitrai – HUN                                                         |
| Damen Doppel      | 1.   | Mária Mednyánszky/Anna Sipos – HUN                                                      |
| Damen Doppel      | 2.   | Anita Felguth/Astrid Krebsbach – GER                                                    |
| Damen Doppel      | 3.   | Hilde Bussmann – GER/Magda Gál – HUN                                                    |
| Damen Doppel      | 3.   | Marie Kettnerová/Marie Šmídová-Masakova – TCH                                           |
| Mixed             | 1.   | Miklós Szabados/Mária Mednyánszky – HUN                                                 |
| Mixed             | 2.   | Victor Barna/Anna Sipos – HUN                                                           |
| Mixed             | 3.   | László Bellák – HUN/Kathleen M. Berry – ENG                                             |
| Mixed             | 3.   | Stanislav Kolář/Marie Šmídová-Masakova – TCH                                            |

## Medaillenspiegel
| Rang  | Land             | Gold | Silber | Bronze | Gesamt |
| ----- | ---------------- | ---- | ------ | ------ | ------ |
| 1     | Ungarn           | 5    | 4      | 5      | 14     |
| 2     | Deutsches Reich  | 1    | 2      | 0,5    | 3,5    |
| 3     | Tschechoslowakei | 1    | 0      | 5      | 6      |
| 4     | Österreich       | 0    | 1      | 0      | 1      |
| 5     | England          | 0    | 0      | 1,5    | 1,5    |
| 6     | Polen            | 0    | 0      | 1      | 1      |
| Total | Total            | 7    | 7      | 13     | 27     |